# Настурція лікарська
Наст́урція л́ікарська (лат. Nastúrtium officinále) — швидкоросла багаторічна водна або напівводна рослина родини капустяних, поширена від Європи до Центральної Азії. Здавна використовується людиною, як листковий овоч.

## Назва
Серед народних назв - руков лікарська, крес водяний, повзуни, режуха, хрін водяний, хрін дикий, водяна хріниця

## Ботанічний опис

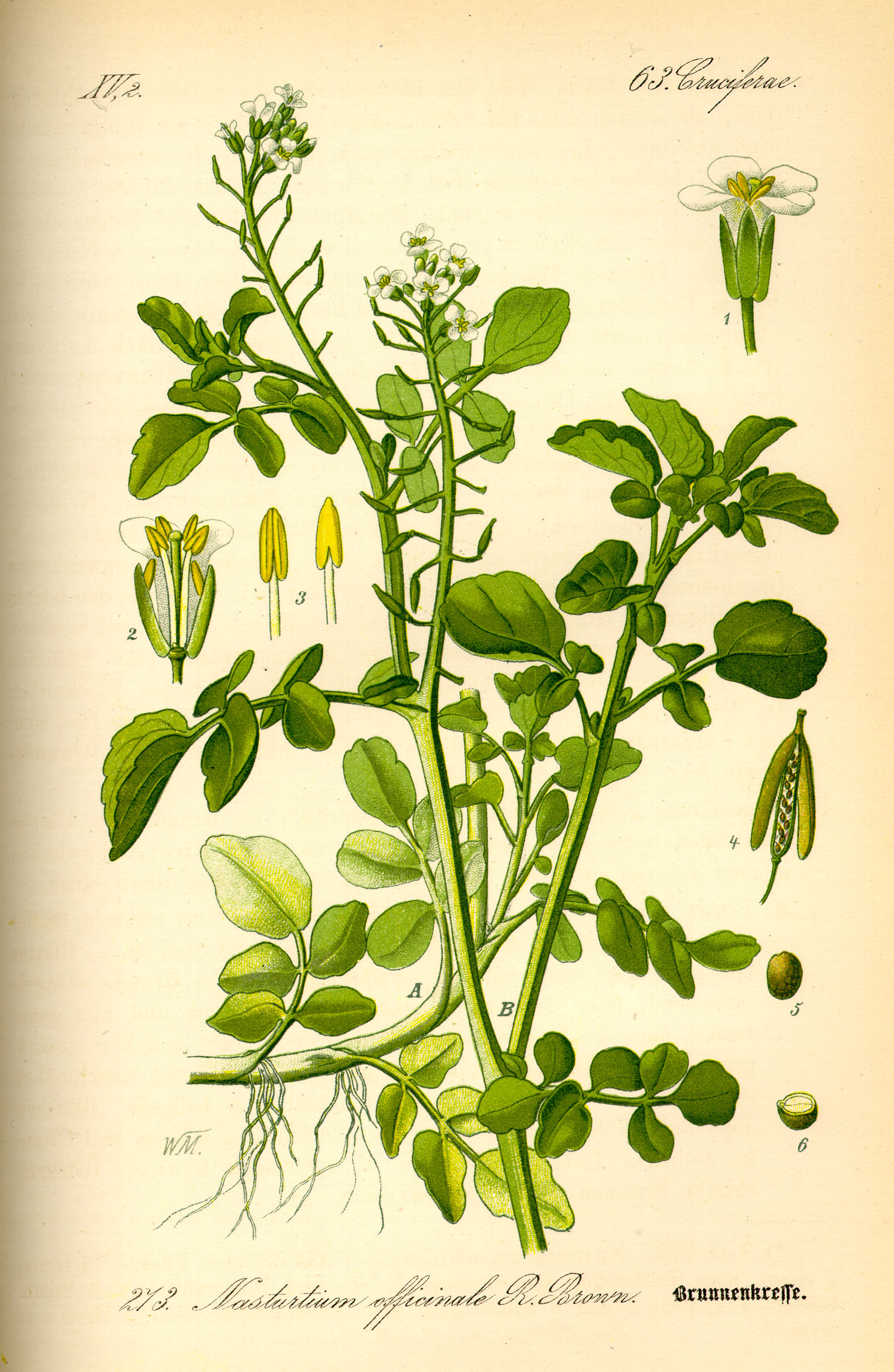
Настурція лікарська.

Настурція звичайна — багаторічна водяна трав'яниста рослина.
Стебла стеляться, товсті, порожнисті, до 50 — 60 см у довжину.
Листя зелене, перисторозсічене, з широкими черешками і 2 — 7 парами довгастих або овальних листочків з більш великим та округлим яйцеподібним верхівковим листочком.
Рослина цвіте білими дрібними квітами, зібраними у напівпарасольки. Чашолистки однакові, відстаючі. Пелюстки з нігтиками, довгасто-оберненояйцеподібні, білі. У коротких тичинок по одній великій підковподібній, відкритій назовні медовій залозі; серединних залозок немає.
Відцвітаючи, утворює плід — короткий, роздутий, з опуклими стулками, без жилок стручок з довгастим пласким насінням. Насіння розташоване в кожному гнізді у два ряди.
Цвіте у травні — серпні.

## Поширення і екологія
У дикому вигляді рослина росте від Африки (Алжир, Єгипет, Лівія, Туніс, Марокко, Азорські та Канарські острови) та Європи до Середньої Азії та Пакистану.
Культивується у багатьох інших країнах (наприклад, у Парагваї, Венесуелі).
Росте на болотах та водоймах.

## Рослинна сировина

### Вирощування і заготівля
Настурція лікарська росте у дикому вигляді в місцях, де присутня волога (водойми, джерела, канави, тощо). На присадибній ділянці вирощують з насіння або живців. Любить затінені місця. Рано навесні можна висадити спочатку в парнику, потім через два тижні — у відкритому ґрунті. Між грядками роблять поливні борозенки.
Рослину зрізають часто, поки не з'являться пагони з квітками. Тоді її теж можна вживати, але смак буде дуже гіркий.

### Хімічний склад
Настурція звичайна — корисна рослина, у якій міститься багато сполук: залізо, фосфор, калій, нітрогенистими оліями, вітамінами А, В, C, O, Е, К, містить глікозид глюконастурцин, сапоніни, алкалоїди, 3 — 4 % вуглеводів. У насінні міститься 22 — 24 % жирної олії, до складу якої входять олеїнова, лінолева, ерукова, пальмітинова, стеаринова, ліноленова кислоти.

## Значення і застосування

### Застосування в медицині
Завдяки своїм властивостям настурцію звичайну використовують широко в медичній практиці, її призначають при порушеному обміні речовин, для очищення та поліпшення стану крові, як відхаркувальний і сечогінний засіб, при гарячці та цинзі.
У народній медицині застосовують як заспокійливий засіб при нервових захворюваннях. Сік рослини застосовується зовнішньо при опіках, ліпомах, бородавках, поліпах; відвар — всередину при захворюваннях щитоподібної залози, печінки, жовчно- і сечокам'яній хворобах, анемії, шкірних хворобах, ревматизмі, подагрі, цукровому діабеті.

### Застосування у кулінарії
Як овочеву рослину її культивували та вживали ще в стародавніх Греції, Римі та Індії. Свіжі листки та стебло вживали в Західній Європі проти цинги. Як прянощі використовують зелені листочки рослини, смак терпкий та гіркуватий, а аромат — різкий, приємний, подібний до аромату хрону. Їх додають до салату, збагачуючи корисними сполуками, створюючи аромат, а також використовують як самостійну страву (салат), тоді як добавку беруть інші пряні трави або харчові продукти. Добре доповнює овочеві супи із зелені. Окрім того, покращує смак рибних, деяких м'ясних страв, соусів, начинок. У поєднанні з м'ятою та розмарином утворює пікантну суміш, яку використовують у багатьох стравах.
Насіння як пряність може замінити гірчицю, його використовують для отримання харчової олії, близької за якістю до гірчичної.
Настурцію додають до бутербродів (рибні, шинкові, з сиром), надаючи їм гірчичний смак, поєднується з майонезом та олією.

## Класифікація

### Таксономія
Вид Настурція лікарська належить до роду настурція (Nasturtium) родини капустяних (Brassicales) порядку капустоцвітих (Brassicaceae).
|  |                                     |  |                                                     |                                                     |                  |  | ще 14 родин (за Системою APG II) | ще 14 родин (за Системою APG II) |                         |  |  |  | ще близько 8 видів |
|  |                                     |  |                                                     |                                                     |                  |  | ще 14 родин (за Системою APG II) | ще 14 родин (за Системою APG II) |                         |  |  |  | ще близько 8 видів |
|  |                                     |  |                                                     | порядок Капустоцвіті                                |                  |  |                                  |                                  | рід Настурція           |  |  |  |                    |
|  |                                     |  |                                                     | порядок Капустоцвіті                                |                  |  |                                  |                                  | рід Настурція           |  |  |  |                    |
|  | відділ Квіткові, або Покритонасінні |  |                                                     |                                                     | родина Капустяні |  |                                  |                                  | вид Настурція лікарська |  |  |  |                    |
|  | відділ Квіткові, або Покритонасінні |  |                                                     |                                                     | родина Капустяні |  |                                  |                                  |                         |  |  |  |                    |
|  |                                     |  | ще 44 порядки квіткових рослин (за Системою APG II) | ще 44 порядки квіткових рослин (за Системою APG II) |                  |  |                                  | ще більше 420 родів              | ще більше 420 родів     |  |  |  |                    |
|  |                                     |  |                                                     | ще 44 порядки квіткових рослин (за Системою APG II) |                  |  |                                  |                                  | ще більше 420 родів     |  |  |  |                    |

### Різновиди
У рамках виду виділяють два різновиди рослини:
- Nasturtium officinale var. microphyllum  (Boenn. ex Reichenb.) Thellung
- Nasturtium officinale var. siifolium  (Reichenb.) W.D.J.Koch